# شيلكار
شيلكار (بالإنجليزية: Shelkar)‏ هي بلدة تقع في الصين في Tingri County. يقدر عدد سكانها بـ 8,767 نسمة وترتفع عن سطح البحر 4,330 متر.

شيلكار
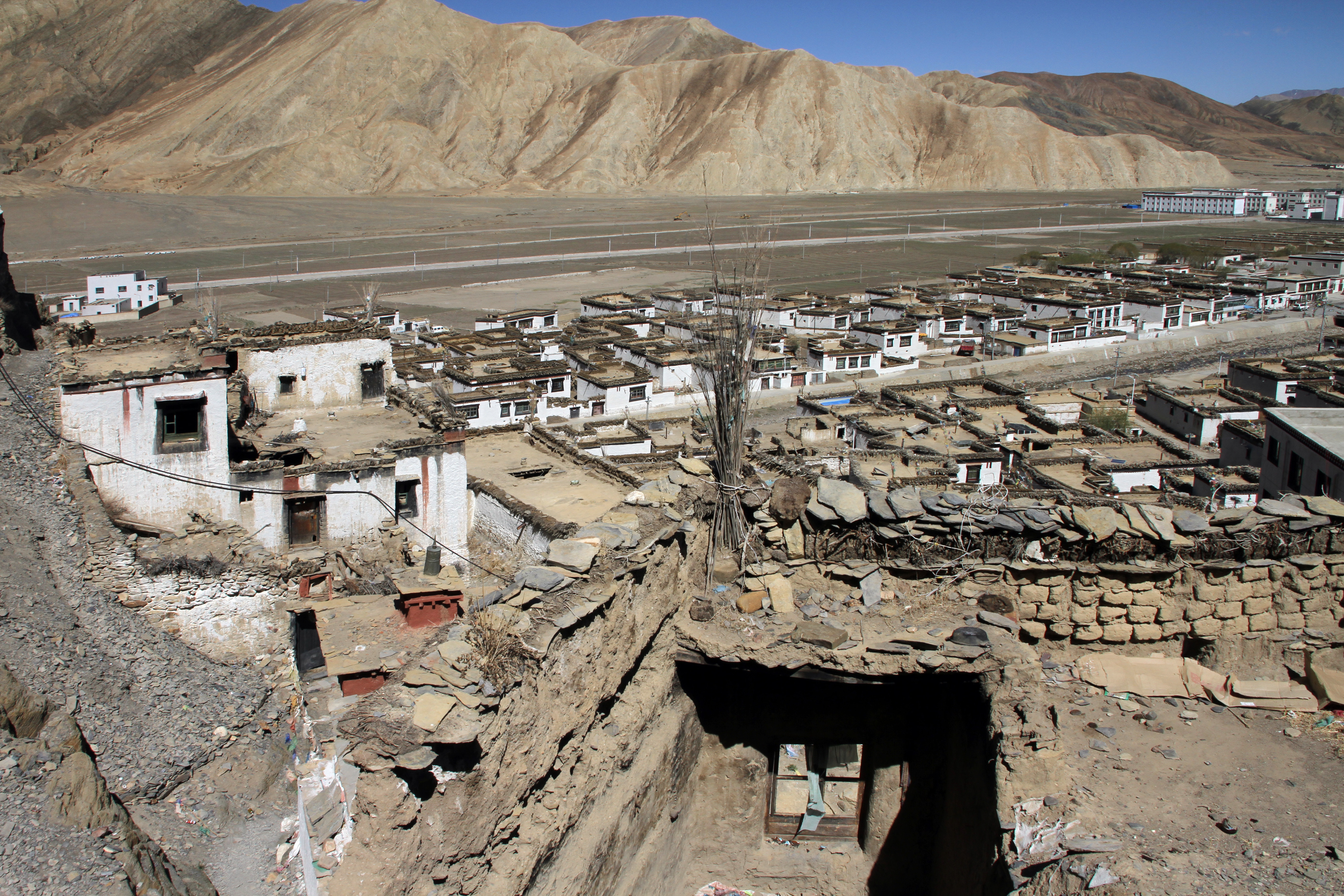
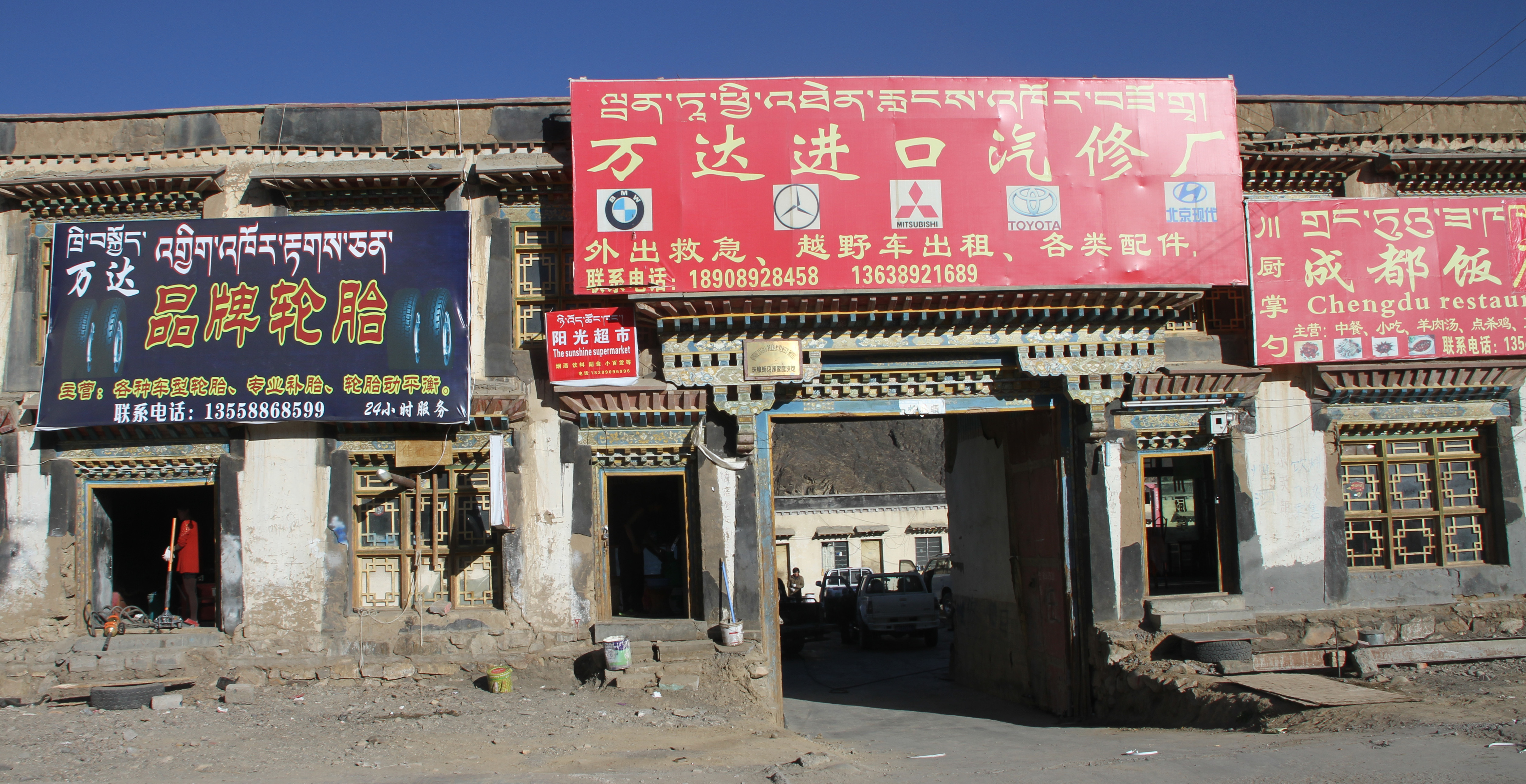
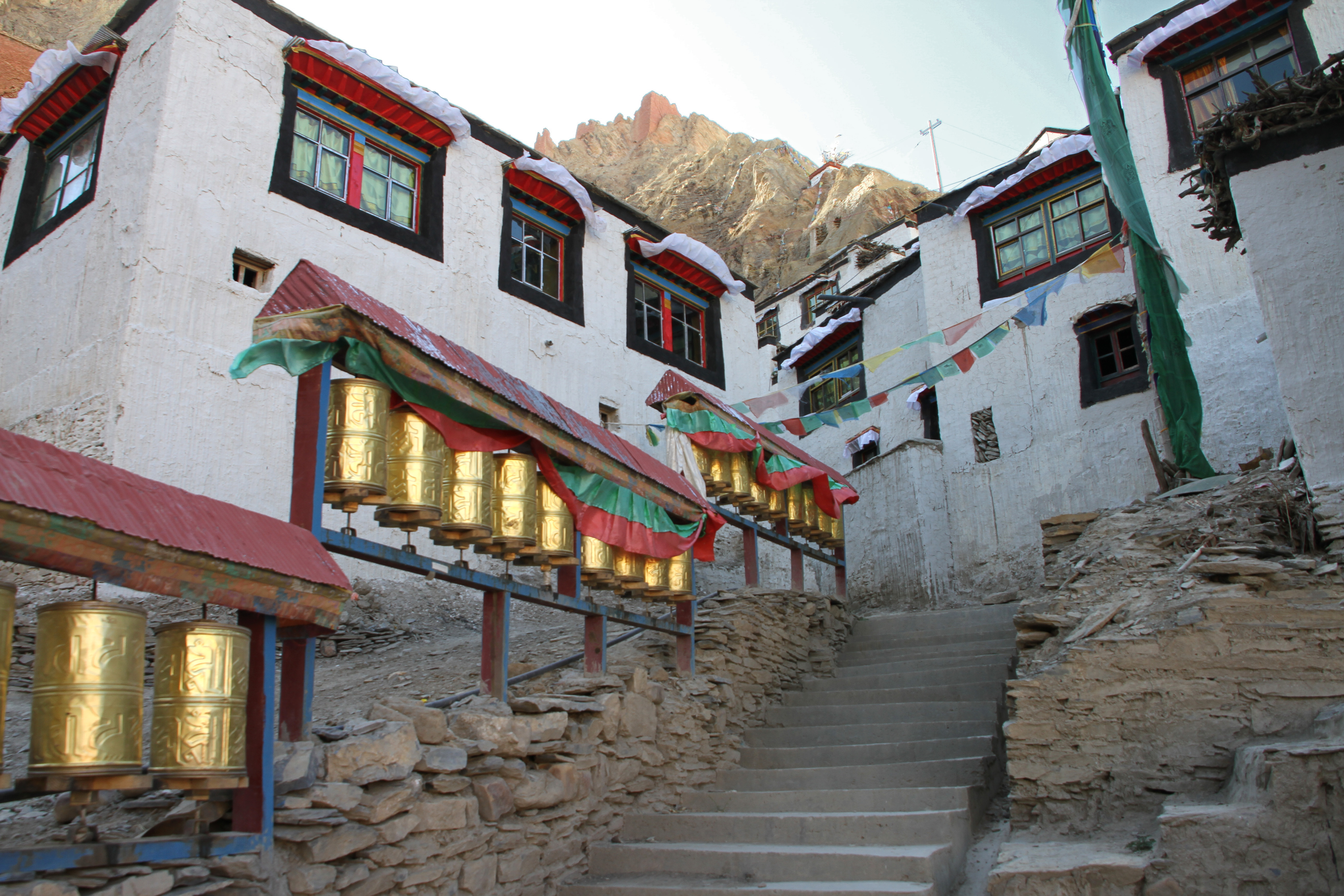
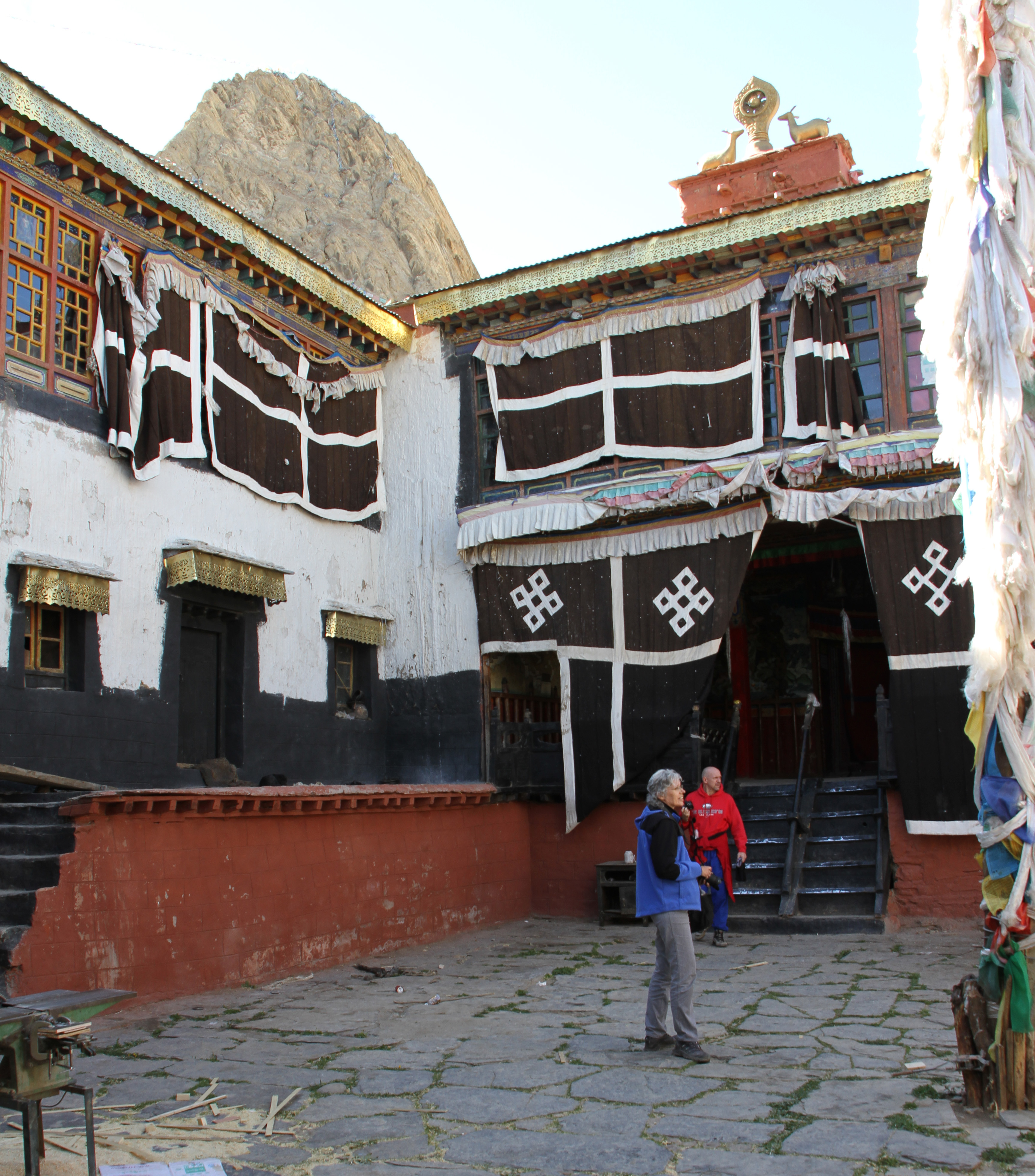
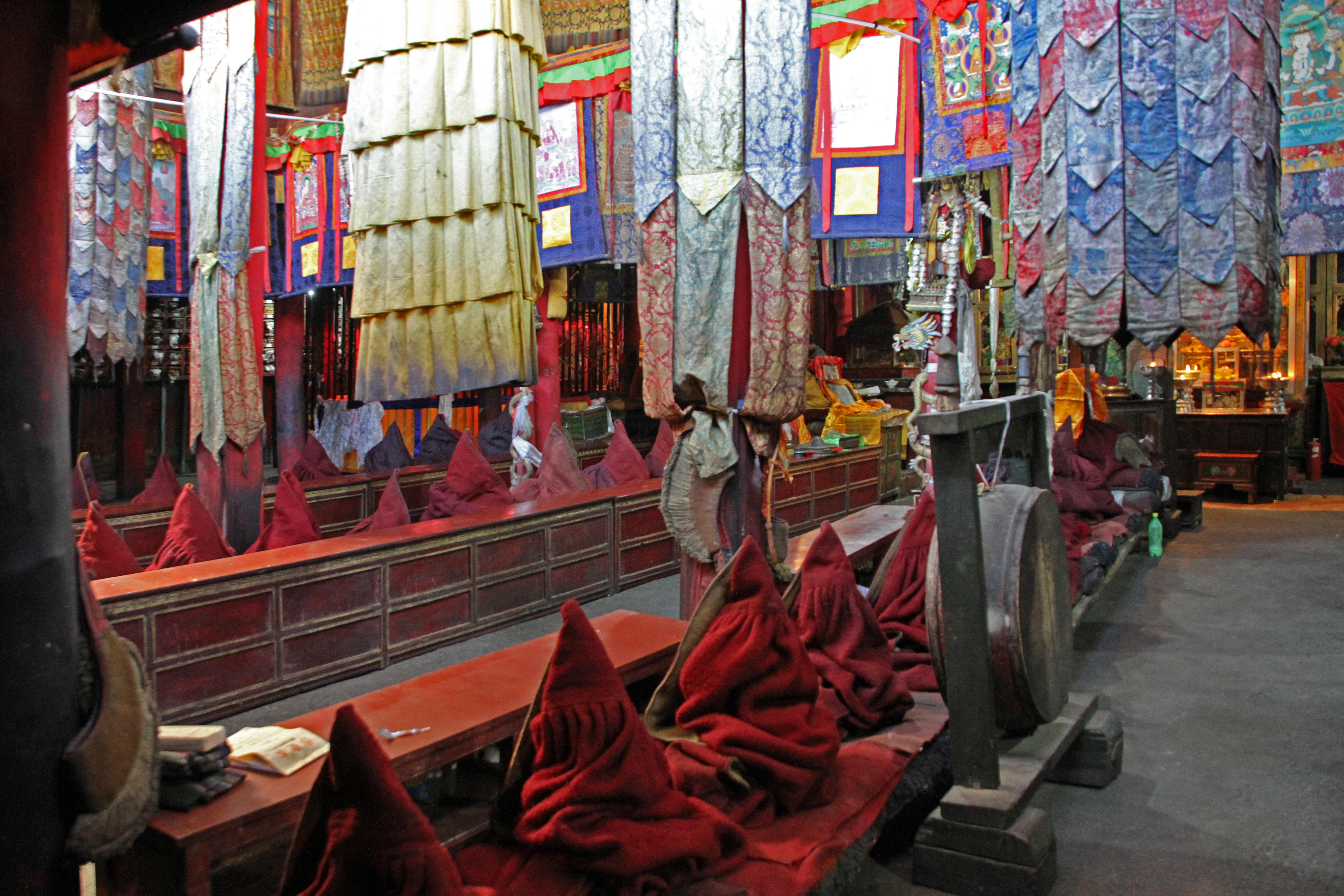
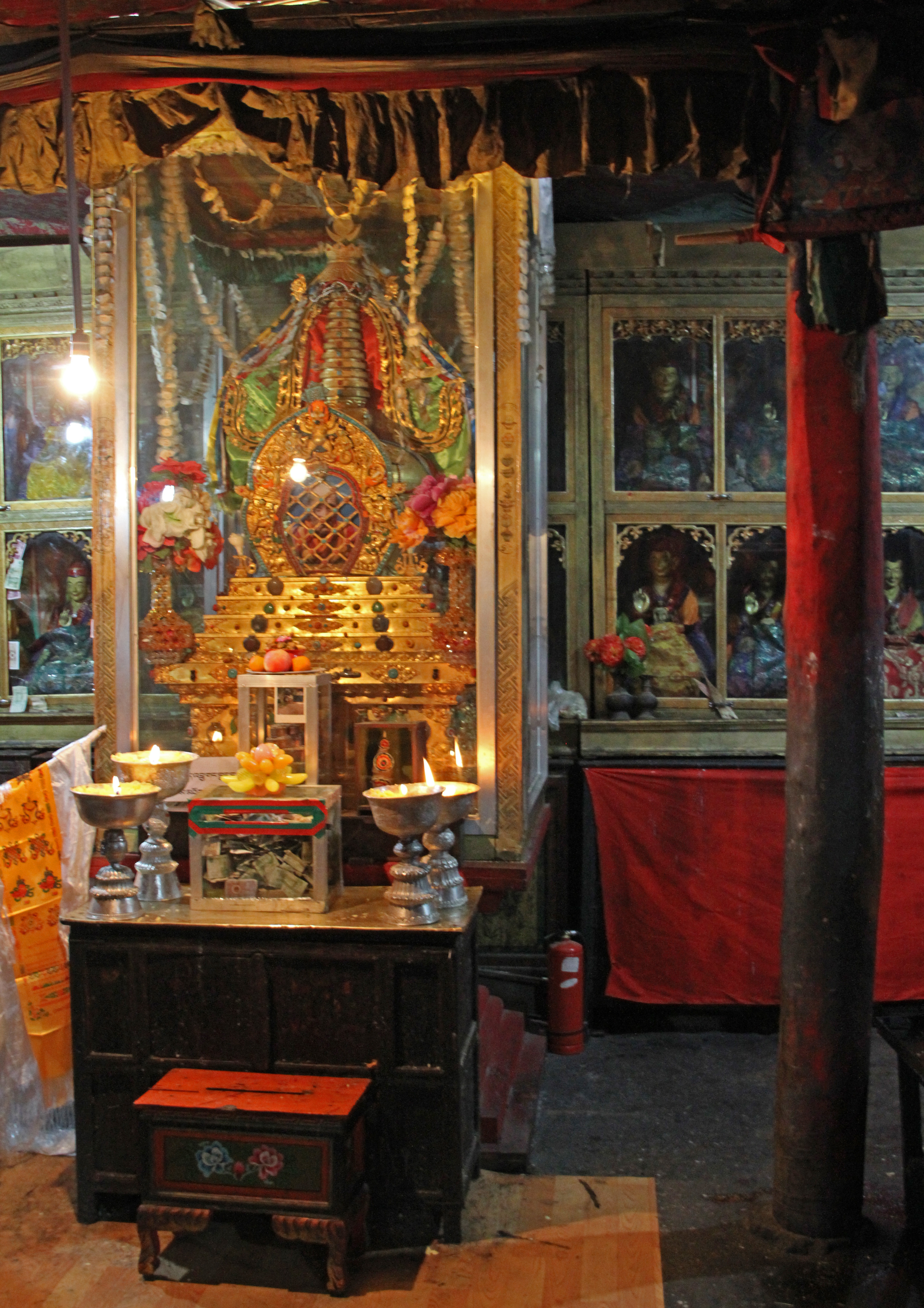
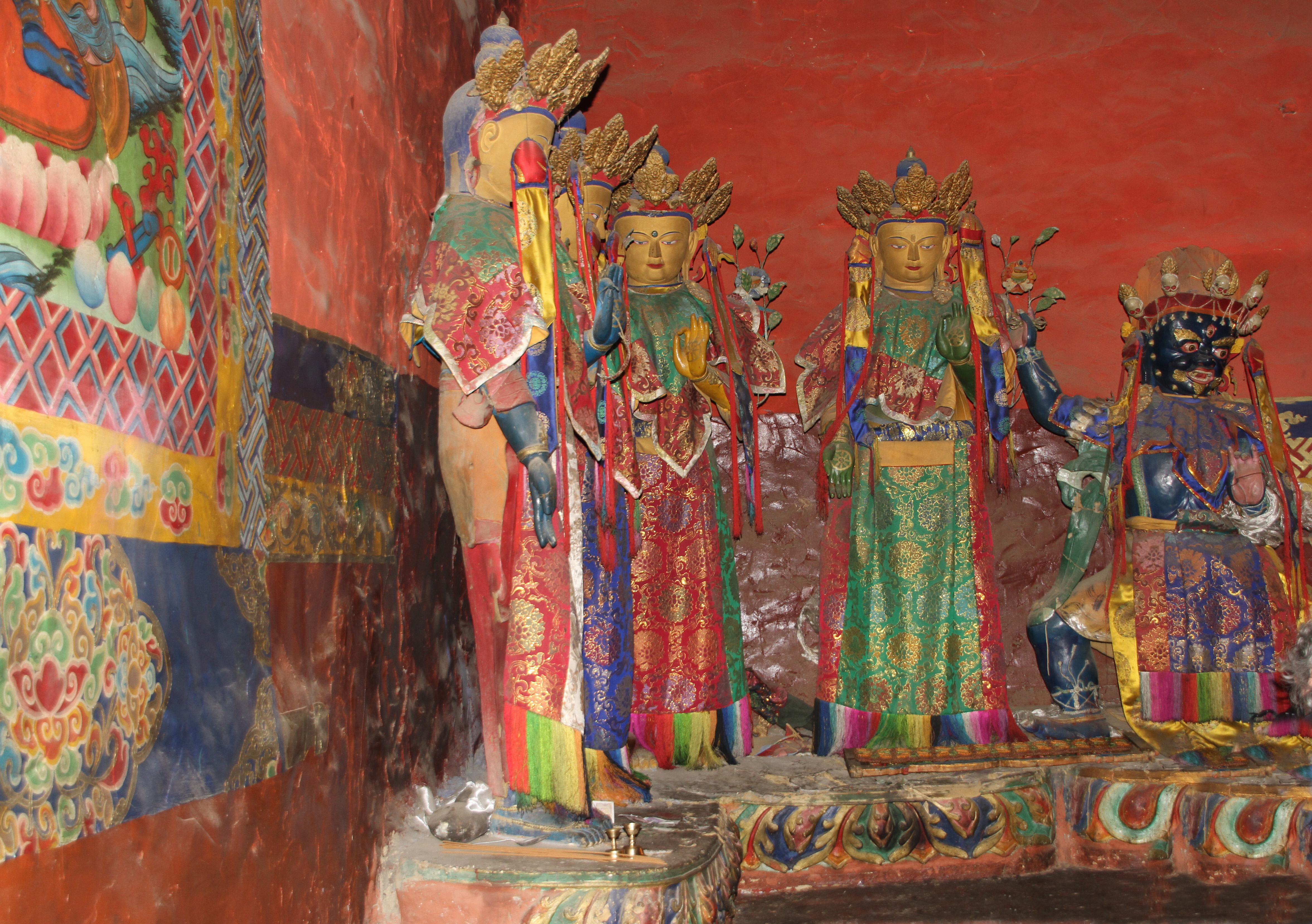